# Simetrični osmerac
Simetrični osmerac je vrsta stiha koja se javlja u srpskoj poeziji u velikom broju slučajeva i ima utvrđenu metričku formu.
Ima osam slogova. Cezura se javlja iza četvrtog sloga, pa mu je šema (4 + 4). Redovna je nenaglašenost četvrtog i osmog sloga. Ima trohejsku intonaciju. Rima mu je parna. Srpski simetrični osmerac je pouzdano poreklom iz usmenog pesništva. 
Sa Gundulićevim „Osmanom“ potiskuje svog suparnika - dvostruko rimovani dvanaesterac. Pod uticajem narodne poezije bio je jedan od najraširenijih stihova srpske poezije od Radičevića do Jakšića. 
Takođe možemo ga naći i u Vukovoj knjizi lirskih, narodnih, ženskih pesama.